# Новоандреевка (Сумская область)
Новоандреевка (укр. Новоандріївка) — село,
Терещенковский сельский совет,
Белопольский район,
Сумская область,
Украина.
Код КОАТУУ — 5920688602. Население по переписи 2001 года составляло 90 человек .

## Географическое положение
Село Новоандреевка находится на левом берегу реки Локня,
выше по течению на расстоянии в 1 км расположено село Терещенки,
ниже по течению на расстоянии в 3,5 км расположено Ульяновка.
На реке большая запруда.